# 東堂とも
東堂 とも（とうどう とも、1991年〈平成3年〉9月3日 - ）は、日本のグラビアアイドル。アーティストハウス・ピラミッド所属。

## 経歴
千葉県柏市出身。桜蔭中学校・高等学校を卒業後、1浪を経て東京大学文科三類に合格。進学振分けで東京大学文学部行動文化学科に進学して心理学を専攻した後、文学部を卒業した。
平日は会社員として勤務し、週末のみグラビアアイドルとして活動していることから、「週末グラドル」をキャッチフレーズとする。

## 人物
- 身長は167センチメートル、スリーサイズはB85・W60・H89センチメートル[1]。血液型はA型[1]。
- 趣味は読書、アニメ、映画鑑賞[1]。特技はコスプレ[1]。

## 作品

### イメージDVD
- 恋愛心理学（2021年9月24日、竹書房）[4]
- あなたの好きにしてください。（2022年4月20日、ラインコミュニケーションズ）[5][6]
- 着せ替えドール 〜あなたの好みに染まりたい〜（2022年8月31日、スパイスビジュアル）[7][8]
- 愛玩マリオネット（2023年2月28日、エアーコントロール）[9]
- お人形遊び（2024年10月30日、スパイスビジュアル）[10]
- 偏差値75のお尻がコレ（2025年2月25日、エアーコントロール）[11] ※R-18作品[注釈 1]
- 偏差値75の乳ボタンがコレ（2025年7月22日、エアーコントロール）[12] ※R-18作品

## 書籍

### デジタル写真集
- コタエアワセ（2020年2月1日、秋田書店［ヤングチャンピオンデジグラ］）[13]
- SEXY偏差値75！（2021年2月1日、小学館［週刊ポストデジタル写真集］、撮影：松田忠雄）[14]
- 競これ 競泳水着これくしょん vol.01･02（2021年4月2日、デジタル出版）
- 東大卒美女の恥じらいプライベート裸身（2021年11月26日、講談社［FRIDAYデジタル写真集］、撮影：岡本武志）[15]
- 逢えないはずのキミと繋がる魔法（2022年3月18日、ファンタスティカ［FANTASTICAデジタル写真集］、撮影：春日一也）
- SEXYの教科書（2022年4月18日、小学館［週刊ポストデジタル写真集］、撮影：藤本和典）[16]
- ピラミッドGALS セクシー四重奏（2022年4月18日、小学館［週刊ポストデジタル写真集］、撮影：藤本和典）共演：白波瀬海来、野田すみれ、小森あきほ[17]